# Провост, Ян

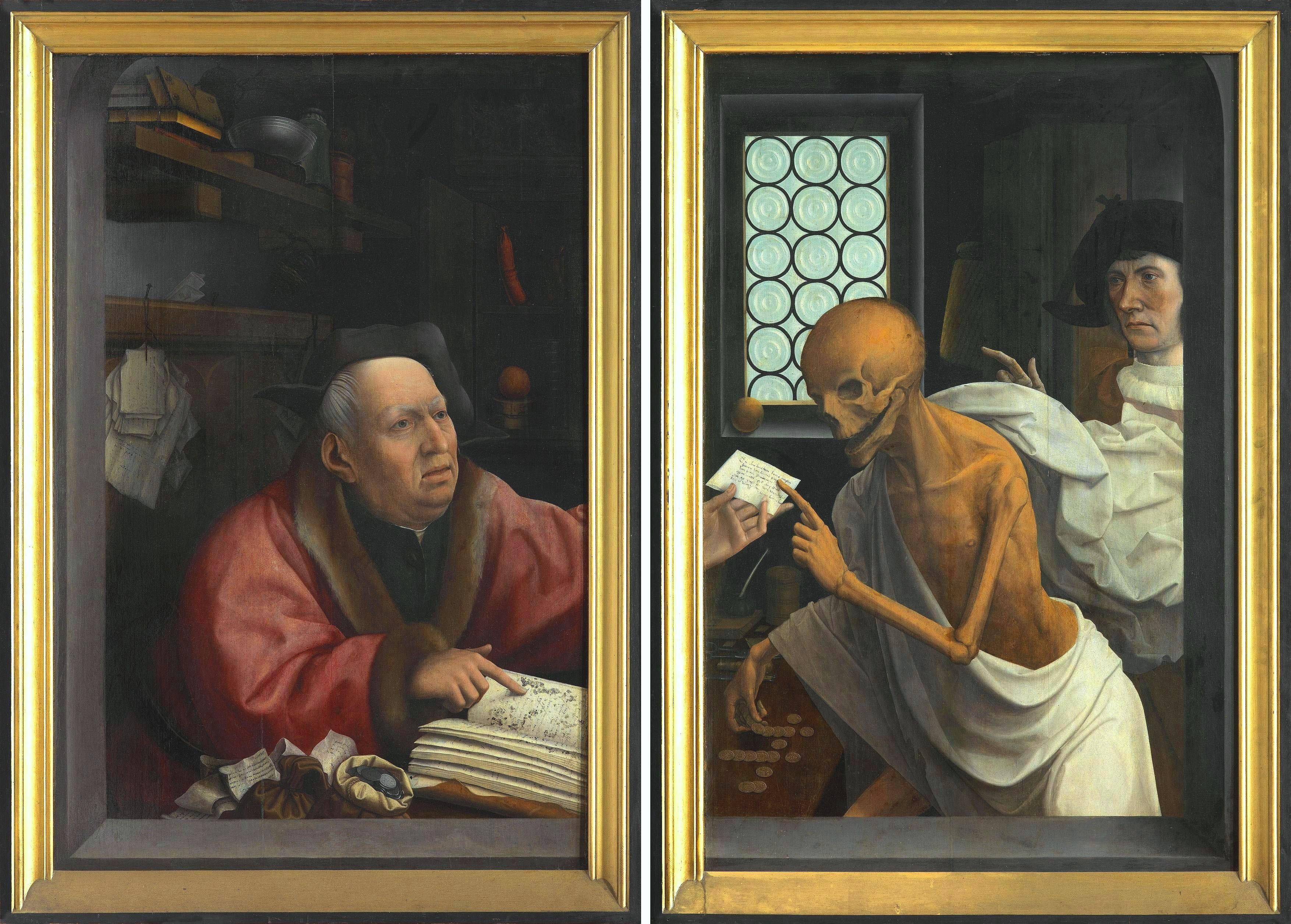
Ян Провост. Скупой и Смерть. Музей Грунинге (Брюгге)

Ян Прово́ст (нидерл. Provoost, Provost ок. 1465, Монс — январь 1529, Брюгге) — фламандский живописец; представитель ранней нидерландской школы живописи.

## Очерк биографии и творчества
В зрелые годы работал одновременно в двух мастерских — одна в Брюгге (гражданство с 1494), другая в Антверпене, где около 1520 познакомился с Альбрехтом Дюрером (анонимный портрет Дюрера, который хранится в Национальной галерее Лондона, как полагают, принадлежит Провосту). Был женат на вдове художника и миниатюриста Симона Мармиона, по смерти мужа унаследовавшей значительное состояние. 
В картинах Провоста на духовные сюжеты отмечают стилистическое влияние Герарда Давида и Ханса Мемлинга. Единственное полотно, в отношении которого авторство Провоста документально засвидетельствовано,— «Страшный суд» (написана для ратуши Брюгге в 1525). Идентификации остальных основаны на косвенных свидетельствах и исследованиях учёных, как, например, «Распятие» из церкви в деревне Koolkerke. В некоторых работах Провоста присутствуют аллегорические фигуры/предметы и загадочные ребусы, как, например, «Череп в нише» на обороте диптиха «Несение Креста». Наиболее представительная коллекция картин Провоста находится в Музее Грунинге (Брюгге).

## Избранные работы
- Распятие, ок. 1500 (Музей Грунинге)
- Страшный суд (для ратуши Брюгге, 1525; Музей Грунинге)
- Скупой и Смерть (Музей Грунинге)
- Даритель со св. Николаем и его жена со св. Годелиной (Музей Грунинге)
- Несение Креста, ок. 1522 (диптих с дарителем на второй створке и расписанным реверсом; Госпиталь Св. Иоанна, Брюгге)
- Покаяние св. Иеронима (Музей старинного искусства, Брюссель)
- Мученичество св. Екатерины (Королевский музей изящных искусств, Антверпен)
- Мария во славе, 1524 (Эрмитаж, Санкт-Петербург)
- Мадонна с Младенцем (Эрмитаж, Санкт-Петербург)
- Мадонна с Младенцем (Национальная галерея Лондона; авторство оспаривается)
- Страшный суд (Институт искусств, Детройт)
- Распятие, ок. 1495 (Метрополитен-музей, Нью-Йорк)
- Иоанн Креститель и каноник (Музей изящных искусств, Валансьен)
- Авраам, Сара и ангел (Лувр, Париж)
- Аллегория христианства (др. название: фр. Le Cosmos sous l'oeil et dans la main de Dieu..), 1510—1515, Лувр, Париж
- Триптих приходской церкви Кальеты (Музей церковного искусства, Мадейра)
- Св. Мария Магдалина (Музей церковного искусства, Мадейра)
- Триптих «Богородица милости» (Национальный музей старинного искусства, Лиссабон)
- Мадонна, мальчик и два ангела (Дом-музей Евы Клабин, Рио-де-Жанейро, Бразилия)

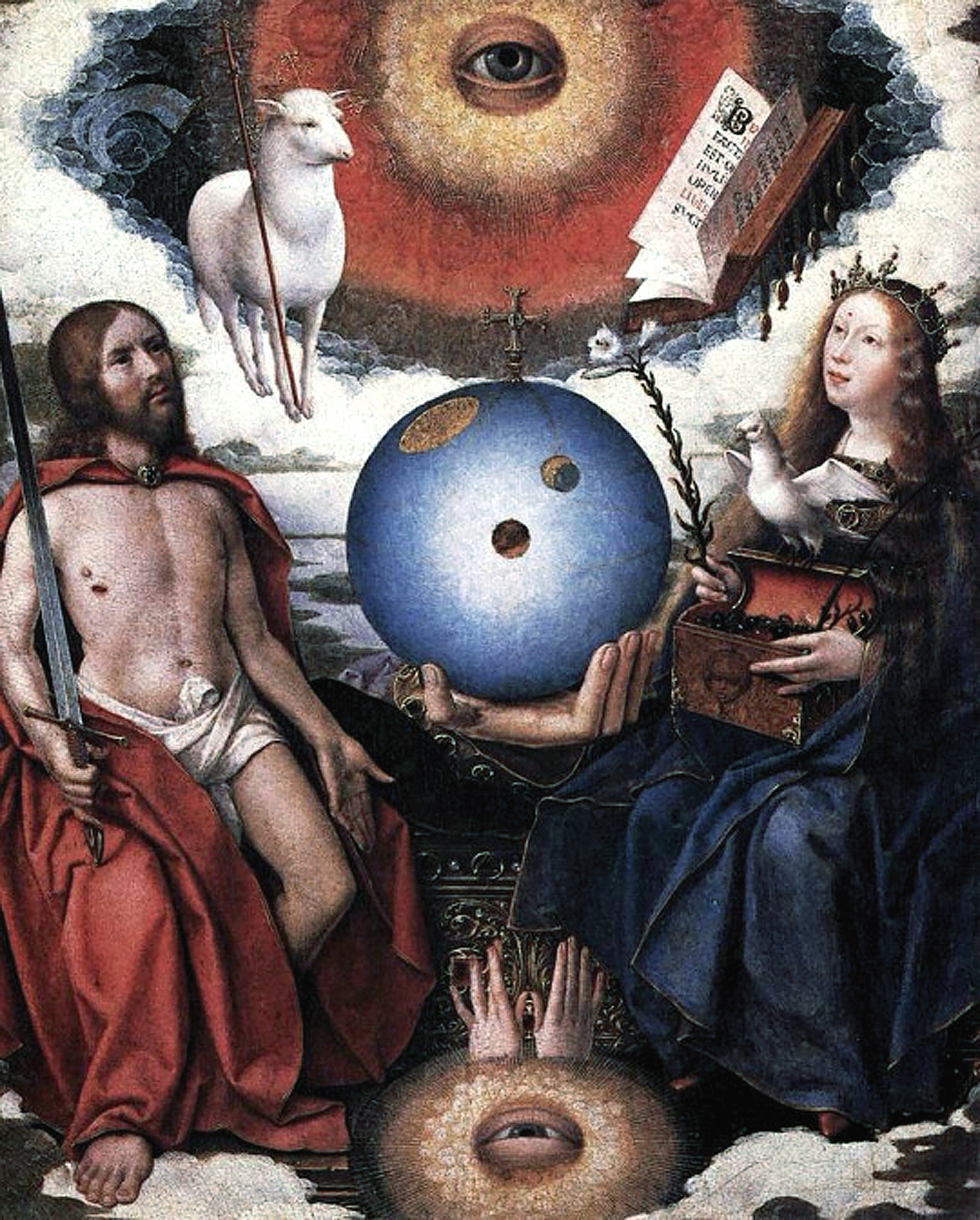
Аллегория христианства
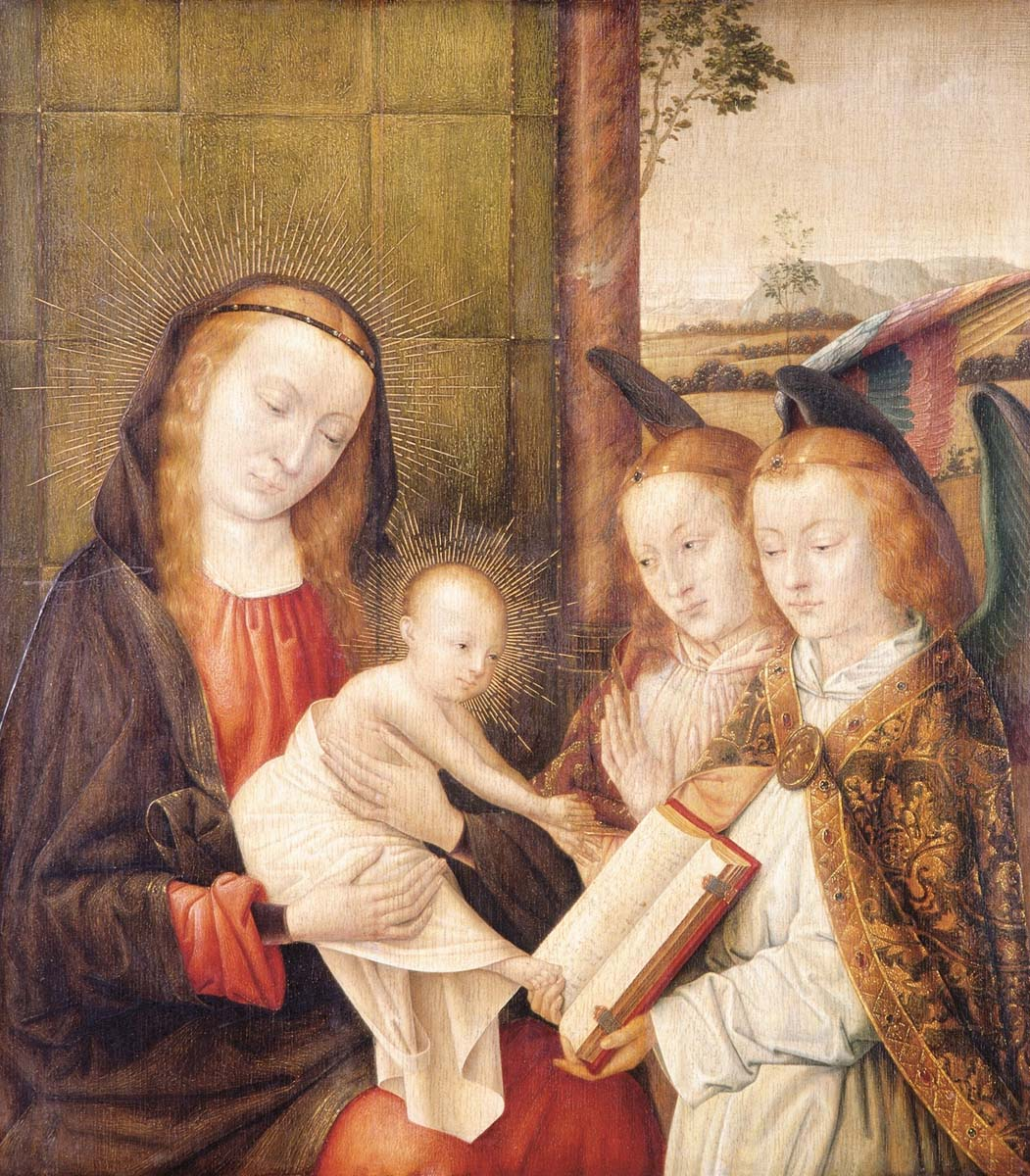
Мадонна, мальчик и два ангела (Дом-музей Евы Клабин, Рио-де-Жанейро, Бразилия)